# Роллік'с (гурт)
Ро́ллік'с або Ро́ллікс — український нью-метал гурт, який поєднує в собі сучасні віяння щільного гітарного звучання зі складовими чіткого й проникливого, з натиском співу. Деякі критики порівнюють Роллік'с за стилістикою з такими відомими гуртами, як Limp Bizkit, P.O.D, Linkin Park, Hed PE, але відзначають притаманну «ролліксам» неповторність музичного матеріалу з дотепними та вигадливими текстами, що надає гурту особливої самобутності.

## Історія створення
Гурт почав формуватися в кінці 2000 — на початку 2001 рр. Творцями групи були Андрій Стиценко та Паша Івушкін. Андрій (Endline) на той момент захоплювався графіті, коли з Луганська в Херсон переїхав Паша (Паша Пм) сповнений ідей стосовно створення реп-команди. Андрію ідеї сподобались і вони вирішили втілити їх в «Rollex». Незабаром вони разом записали пару треків на місцевій студії. Пізніше до них приєднується Дмитро Ігнатов (Fa-Ra), який на той час був в іншому гурті. Хлопці починають активні виступи на місцевих майданчиках, сценах, клубах, різного роду акціях. Вже в кінці 2001 вони починають розкрутку в Києві на київських радіостанціях та клубах, а в лютому 2002 завітали в Луганськ. Через непорозуміння Паша Івушкін покидає гурт і в березні 2002 року до нього приєднується Костя Труфакін (басист), який раніше грав разом з Дмитром.

## Історія
Активну діяльність гурт розпочинає після фестивалю «Перлини сезону-2002», де вони отримали другу премію в номінації «танцювальна музика». Перед участю в фестивалі хлопці перейменовують гурт з Rolex на Роллікс.
У 2003 році, співпрацюючи з Сашком Положинським, брали участь у проєкті «Тартак та друзі». Результатом стала спільна пісня Роллік'с та Тартак «МікрOFF/ONна перевірка» (авторства Роллік'c), що стала візитівкою «Роллік'са» і принесла групі визнання молодіжної публіки. За час своєї подальшої діяльності гурт здобув звання лауреатів фестивалю «Перлини Сезону» 2006 і 2008 років у номінаціях «рок-музика» та «гурт правильної музики», відповідно; взяв участь в проєкті «Свіжа кров» каналу М1; став переможцем конкурсу Snickers Urbaniя-2006, за що отримав подарунок у вигляді відеокліпу та його ротації на М1. У 2007 році група видала дебютний альбом «Мікрофонна перевірка» (видавник «Lavina music»).
Нині за спиною команди, крім дебютного альбому, незліченна кількість фестивалів та концертів; участь у різних телешоу; численні інтерв'ю; спільні співочі втілення з відомими музикантами (Тартак, ТНМК, VovaZIL'Vova); радіосинґли; 6 відеокліпів, які потрапляли в ротацію найвідоміших музичних телеканалів, як М1, Enter Music, MTV, Біз-TV, А-one, а що найважливіше для музикантів — армія фанів по всій країні, яка з кожним днем приймає до своїх лав нових бійців.
Стосовно ж назви колективу, то вона походить від англійського «Rollick», що в перекладі означає: «бавитися», «галасувати», або «робити незвичайні витівки». Іменним знаком удачі, оберегом гурту є кроляча морда, уподібнена до букви «О», яка уособлює стрибучість та плодючість.
З 2010—2012 року гурт записує другу студійну платівку, яка обіцяє стати якісним стрибком вперед у творчому розвитку колективу, а заразом і проривом на альтернативній українській сцені, підтвердженням чого служать останні провісники «Бий/Бий» і «Зупини час».
4 березня гурт випускає сингл «Для надто балуваних» на підтримку нового альбому. Це жартівлива, стьобна пісня про «тьолку». Було дві робочих назви: спочатку «Сіські» (так її хлопці називають між собою) і «Я не гратиму у твою гру». В решті зупинилися на «Для надто балуваних».
12 березня виходить другий студійний альбом гурту «Перетворися на зброю», який складається з 12 треків.
14 березня 2012 року у столичному клубі «44» гурт презентував довгоочікуваний другий альбом, що має назву «Перетворися на зброю». Як зазначає вокаліст гурту — Дмитро Ігнатов: «Перетворися на зброю — це фраза з приспіву пісні Бий/Бий. Ця пісня задає настрій всьому альбому, тому вирішено було так само назвати альбом. Крім того, „перетворися на зброю“ уже давно у всіх на слуху, тому при оголошенні цієї назви одразу зрозуміло, про що іде мова. Ця фраза присутня і на наших фірмових футболках, які ми розповсюджуємо серед фанів з 2008 року. Альбом представлений на фізичному носії, в електронному вигляді на усіх популярних Інтернет-ресурсах типу iTunes».
Влітку 2017 року після перерви майже півтора року гурт поновлює роботу та змінює склад учасників.
Наприкінці 2018 року гурт презентує свій потужний сингл «Борода», а на початку 2019 року оприлюднює перезаписану пісню «Плюс/Мінус».
У березні 2019 року команда випускає сингл і кліп «Живи», присвятивши їх Кіту Флінту (The Prodigy).

## Останній склад
Склад команди після творчої перерви оновився влітку 2017 року
- Дмитро Ігнатов (вокал, тексти)
- Вячеслав Павловський (гітара)
- Євген Гейко (бас)
- Петро Пєтков (барабани)

## Дискографія

### Альбоми
- «МікрOFFONна переВІРКА» — дебютний альбом групи 2007 року[7].
- «Перетворися на зброю» — друга платівка гурту, яка вийшла 12 березня 2012 року. До нового альбому увійшли 12 композицій.[8]
- «EP 2015» — мініальбом гурту, який вийшов 1 червня 2015 року.

### Сингли
- 2007 «День у день»
- 2007 «Ганьба»
- 2008 «Віри нема» (Демо)
- 2008 «Бий бий»
- 2009 «Зупини час»
- 2010 «Доки є сили»
- 2011 «Зруйнувати все»
- 2012 «Для Надто Балуваних»[9]
- 2012 «Несемо» разом з Паша Пм
- 2012 «Числа і літери»

### Відео
- Мікрофонна перевірка (разом з Тартаком) — 2002
- Частіше посміхайся (2006)
- День у день (2007)
- Бий-бий (2008)
- Зупини час (2 версії) — 2009
- Доки є сили (разом з Вовою зі Львова, 2009)
- Адреналін (2010)
- Зруйнувати все (2011)
- Числа і літери (2012)
- Несемо (разом з Паша Пм, 2012) перша спілна робота за часи як Паша вийшов з гурту
- Музьйо (2017)
- [10]РОЛЛІКС — КОРДОНИ (2018)

## Участь у фестивалях
- «БарРокКо»-фестиваль стильної музики (Бар, 28.07.2018)
- Файне місто (фестиваль) (20.07.2018)